# Путра, Николай Максимович
Николай Максимович Путра (1930—2007) — бригадир ГРОЗ шахты «Чертинская» (г. Белово), Герой Социалистического Труда.

## Биография
Родился 9 апреля 1930 года в деревне Дмитриевка Щучинского района Петропавловского округа.
Трудовую деятельность начал в 1944 г. рядовым колхозником в колхозе им. 1 Мая (деревня Урское Гурьевского района Кемеровской области), куда переехала семья.
С 1950 по 1953 г. служил в Советской Армии, был командиром стрелкового отделения.
После службы в армии работал лесодоставщиком, навальщиком, забойщиком шахты «Чертинская». С 1964 по 1980 год — бригадир очистной механизированной бригады.
В период руководства бригадой проявил незаурядные организаторские способности, создал волевой новаторский коллектив, добился выдающихся результатов в использовании горной техники. Его бригада явилась инициатором 1000-тонной нагрузки на очистной забой. В 1970 г. успешно освоив новый механизированный комплекс 2М-81Э бригада впервые в Кузбассе добыла за год 518,8 тыс. тонн угля, перевыполнив план на 18,8 тыс. тонн.
В апреле 1970 года Н. М. Путре присвоено звание Героя Социалистического Труда.
Избирался депутатом Верховного Совета РСФСР двух созывов.
С 1981 по 1994 г. работал мастером производственного обучения группы подземных электрослесарей в среднем профессионально-техническом училище № 22 города Белово. С 1994 г. — пенсионер, проживал в г. Белово.
Скончался 3 декабря 2007 года.

## Награды
Награждён двумя орденами Ленина, орденом «Знак Почёта», медалью «За доблестный труд». Имеет почётное звание «Заслуженный шахтёр РСФСР», полный кавалер знака «Шахтёрская слава», кавалер золотого знака Кемеровской области «Шахтёрская доблесть», Почётный гражданин г. Белово.